# Pflegamt Westendorf
Das Pflegamt Westendorf war seit 1650 ein Pflegamt im Hochstift Augsburg, dessen Sitz in Westendorf war. Durch die Säkularisation des Hochstifts 1802 wurde das Pflegamt Westendorf aufgelöst und die dazugehörigen Orte dem Landgericht Wertingen unterstellt.
Das Pflegamt Westendorf bestand aus den Gemarkungen der Orte Fertingen, Kühlenthal, Ostendorf, Waltershofen, Westendorf und Zirgesheim. Es war insbesondere zuständig für die Handhabung des Niedergerichts (also der Ortsherrschaft) in diesen Orten.